# Chenisides monospina
Chenisides monospina là một loài nhện trong họ Linyphiidae.
Loài này thuộc chi Chenisides. Chenisides monospina được Anthony Russell-Smith & Rudy Jocqué miêu tả năm 1986.